# Capire de Lombardía
Capire de Lombardía es una localidad del estado mexicano de Michoacán. Es parte del municipio de Gabriel Zamora. Fue fundada el 24 de enero de 1904.

## Demografía
| Gráfica de evolución demográfica |
|                                  |

| Censo | Población |
| ----- | --------- |
| 1910  | 24        |
| 1921  | —         |
| 1930  | 300       |
| 1940  | 398       |
| 1950  | 656       |
| 1960  | 858       |
| 1970  | 2162      |
| 1980  | 1365      |
| 1990  | 1451      |
| 2000  | 1967      |
| 2010  | 2150      |
| 2020  | 2433      |